# ショートロイン
ショートロイン(Short loin)は、ウシの背中部分の肉を切り出したものである。脊椎の一部やトップロイン、テンダーロインを含む。この部位から、ポーターハウスステーキやストリップステーキ、Tボーンステーキ等ができる。Tボーンは、ポーターハウスよりもテンダーロインの分量が少ない切り方である。ウェブスター辞典では、「リブのすぐ後ろにある後四半部の肉の部位であり、通常はステーキにされる」と定義付けられている。ショートロインは、柔らかい牛肉とされる。
オーストラリア、イギリス、南アフリカでは、この切り方は、サーロインと呼ばれる（南アフリカでは、ストリップロインとも呼ばれる）。